# Campionati europei di atletica leggera indoor 2011 - 1500 metri piani maschili
La gara si è svolta il 5 e il 6 marzo 2011.

## Podio
| #       | Atleta          | Nazionalità | Tempo   | Note                                     |
| ------- | --------------- | ----------- | ------- | ---------------------------------------- |
| Oro     | Manuel Olmedo   | Spagna      | 3'41"03 | Miglior prestazione personale stagionale |
| Argento | Kemal Koyuncu   | Turchia     | 3'41"18 | Record nazionale                         |
| Bronzo  | Bartosz Nowicki | Polonia     | 3'41"48 |                                          |

## Record
Prima di questa competizione, il record del mondo (RM), il record europeo (EU) ed il record dei campionati (RC) sono i seguenti:
| Record                | Prestazione | Atleta                     | Data                                | Competizione                                       |
| --------------------- | ----------- | -------------------------- | ----------------------------------- | -------------------------------------------------- |
| Record mondiale       | 3'31"18     | Hicham El Guerrouj Marocco | 2 febbraio 1997 Stoccarda, Germania |                                                    |
| Record europeo        | 3'33"32     | Andrés Manuel Díaz Spagna  | 24 febbraio 1999 Pireo, Grecia      |                                                    |
| Record dei campionati | 4'02"54     | Ivan Heško Ucraina         | 6 marzo 2005 Madrid, Spagna         | Campionati europei di atletica leggera indoor 2005 |

## Risultati

### Primo turno
I primi 2 di ogni batteria e i 3 migliori tempi si qualificano per la finale.

#### Batteria 1
| Pos. | Corsia | Nome            | Nazione     | Tempo   | Note                          |
| ---- | ------ | --------------- | ----------- | ------- | ----------------------------- |
| 1    | 8      | Manuel Olmedo   | Spagna      | 3'43"51 | Q                             |
| 2    | 6      | Kemal Koyuncu   | Turchia     | 3'43"57 | Q                             |
| 3    | 2      | Bartosz Nowicki | Polonia     | 3'43"75 | q                             |
| 4    | 7      | Goran Nava      | Serbia      | 3'43"78 | q                             |
| 5    | 3      | Jamale Aarrass  | Francia     | 3'45"16 | q                             |
| 6    | 4      | Wouter de Boer  | Paesi Bassi | 3'45"79 | Miglior prestazione personale |
| 7    | 9      | Florian Orth    | Germania    | 3'47"47 |                               |
| 8    | 1      | Andreas Vojta   | Austria     | 3'49"24 |                               |
| 9    | 5      | Colin McCourt   | Regno Unito | 3'52"56 |                               |

#### Batteria 2
| Pos. | Corsia | Nome                 | Nazione     | Tempo   | Note |
| ---- | ------ | -------------------- | ----------- | ------- | ---- |
| 1    | 7      | Diego Ruiz           | Spagna      | 3'47"32 | Q    |
| 2    | 3      | Jakub Holuša         | Rep. Ceca   | 3'47"39 | Q    |
| 3    | 2      | Mateusz Demczyszak   | Polonia     | 3'47"67 |      |
| 4    | 4      | Christoph Lohse      | Germania    | 3'48"52 |      |
| 5    | 5      | Nick McCormick       | Regno Unito | 3'48"65 |      |
| 6    | 6      | Ate van der Burgt    | Paesi Bassi | 3'48"97 |      |
| 7    | 8      | Hélio Gomes          | Portogallo  | 3'49"22 |      |
| 8    | 1      | Kristof Van Malderen | Belgio      | 3'49"85 |      |

#### Batteria 3
| Pos. | Corsia | Nome                | Nazione     | Tempo   | Note |
| ---- | ------ | ------------------- | ----------- | ------- | ---- |
| 1    | 4      | Carsten Schlangen   | Germania    | 3'47"06 | Q    |
| 2    | 5      | Juan Carlos Higuero | Spagna      | 3'47"50 | Q    |
| 3    | 7      | Oleksandr Borysjuk  | Ucraina     | 3'47"84 |      |
| 4    | 3      | René Stokvis        | Paesi Bassi | 3'48"27 |      |
| 5    | 6      | Yoann Kowal         | Francia     | 3'48"51 |      |
| 6    | 1      | Adam Czerwiński     | Polonia     | 3'48"55 |      |
| 7    | 8      | Roman Fosti         | Estonia     | 3'49"98 |      |
| 8    | 2      | Barnabás Bene       | Ungheria    | 3'50"24 |      |

### Finale
| Pos. | Corsia | Nome                | Nazione   | Tempo   | Note                                     |
| ---- | ------ | ------------------- | --------- | ------- | ---------------------------------------- |
| 1    | 5      | Manuel Olmedo       | Spagna    | 3'41"03 | Miglior prestazione personale stagionale |
| 2    | 4      | Kemal Koyuncu       | Turchia   | 3'41"18 | Record nazionale                         |
| 3    | 9      | Bartosz Nowicki     | Polonia   | 3'41"48 |                                          |
| 4    | 6      | Carsten Schlangen   | Germania  | 3'41"55 |                                          |
| 5    | 7      | Jakub Holuša        | Rep. Ceca | 3'41"57 | Miglior prestazione personale stagionale |
| 6    | 8      | Juan Carlos Higuero | Spagna    | 3'42"29 | Miglior prestazione personale stagionale |
| 7    | 2      | Goran Nava          | Serbia    | 3'42"37 | Miglior prestazione personale stagionale |
| 8    | 1      | Jamale Aarrass      | Francia   | 3'44"08 |                                          |
| 9    | 3      | Diego Ruiz          | Spagna    | 3'51"67 |                                          |